# Međuopćinska nogometna liga Daruvar – Grubišno Polje 1983./84.
Međuopćinska nogometna liga Daruvar – Grubišno Polje je bila liga šestog stupnja nogometnog prvenstva Jugoslavije u sezoni 1983./84., ovo je bila prva sezona ove lige te je nastala uslijed reorganizacije dotadašnjeg ligaškog sustava. 

Sudjelovalo je 10 klubova, a prvak je bio klub "Partizan" iz Batinjana. 

## Sustav natjecanja
10 klubova je igralo dvokružnu ligu (18 kola). 

## Ljestvica
| mj. | klub                       | ut. | pob | ner | por | gol+ | gol- | bod |
| --- | -------------------------- | --- | --- | --- | --- | ---- | ---- | --- |
| 1.  | Partizan Batinjani         | 18  | 12  | 4   | 2   | 56   | 10   | 28  |
| 2.  | Jedinstvo Miokovićevo      | 18  | 9   | 6   | 3   | 51   | 45   | 24  |
| 3.  | Dinamo Dežanovac           | 18  | 9   | 5   | 4   | 52   | 30   | 23  |
| 4.  | Dinamo Šuplja Lipa         | 18  | 9   | 3   | 6   | 43   | 38   | 21  |
| 5.  | Radnik Veliki Grđevac      | 18  | 8   | 4   | 6   | 37   | 33   | 20  |
| 6.  | Bilogora Dapčevićki Brđani | 18  | 6   | 6   | 6   | 32   | 30   | 18  |
| 7.  | Ilova Blagorodovac         | 18  | 5   | 5   | 8   | 43   | 42   | 15  |
| 8.  | Ribar Končanica            | 18  | 4   | 5   | 9   | 34   | 42   | 13  |
| 9.  | Mladost Ivanovo Selo       | 18  | 4   | 3   | 11  | 29   | 55   | 11  |
| 10. | Česma                      | 18  | 1   | 5   | 12  | 26   | 70   | 7   |

- Miokovićevo – tadašnji naziv za Đulovac

## Rezultatska križaljka
| kratica | klub                       | BIL | ČES | DIND | DINŠL | ILO | JED | MLA | PAR | RAD | RIB |
| --- | -------------------------- | --- | --- | ---- | ----- | --- | --- | --- | --- | --- | --- |
| BIL | Bilogora Dapčevićki Brđani |     |     |      |       |     |     |     |     |     |     |
| ČES | Česma                      |     |     |      |       |     |     |     |     |     |     |
| DIND | Dinamo Dežanovac           |     |     |      |       |     |     |     |     |     |     |
| DINŠL | Dinamo Šuplja Lipa         |     |     |      |       |     |     |     |     |     |     |
| ILO | Ilova Blagorodovac         |     |     |      |       |     |     |     |     |     |     |
| JED | Jedinstvo Miokovićevo      |     |     |      |       |     |     |     |     |     |     |
| MLA | Mladost Ivanovo Selo       |     |     |      |       |     |     |     |     |     |     |
| PAR | Partizan Batinjani         |     |     |      |       |     |     |     |     |     |     |
| RAD | Radnik Veliki Grđevac      |     |     |      |       |     |     |     |     |     |     |
| RIB | Ribar Končanica            |     |     |      |       |     |     |     |     |     |     |
| |                            |     |     |      |       |     |     |     |     |     |     |
| podebljan rezultat - utakmice od 1. do 9. kola (1. utakmica između klubova) rezultat normalne debljine - utakmice od 10. do 18. kola (2. utakmica između klubova) rezultat nakošen - nije vidljiv redoslijed odigravanja međusobnih utakmica iz dostupnih izvora rezultat smanjen * - iz dostupnih izvora nije uočljiv domaćin susreta prekrižen rezultat - poništena ili brisana utakmica p - utakmica prekinuta 3:0 p.f. / 0:3 p.f. - rezultat 3:0 bez borbe n.i. - nije igrano |                            |     |     |      |       |     |     |     |     |     |     |

 Izvori: